# Multimedia Home Platform
MHP Multimedia Home Platform (DVB-MHP) är ett system för interaktiv digital-TV och används främst i Europa (ej Storbritannien).